# Репетиция на оркестър (филм, 1978)
„Репетиция на оркестър“ (на италиански: Prova d'orchestra е италиански филм, гротеска от 1978 година на режисьора Федерико Фелини.

## Сюжет
В средновековен романски параклис един оркестър се събира за репетиция. Музикантите пристигат, като се шегуват и закачат един друг. Уредникът им съобщава, че е дошъл телевизионен екип, който да снима репетицията, но те не са длъжни да разговарят с него. Освен това няма да получат допълнително заплащане за това. Музикантите разговарят за инструментите си, когато пристига диригентът немец и ги нарежда по местата им. Той крещи и ги обижда, а уредникът дава 20-минутна почивка. Диригентът разсъждава над това как светът се е променил и музикантите не го уважават. Когато се връща в залата, оркестърът се е вдигнал на бунт. Федерико Фелини използва симфоничен оркестър, за да олицетвори човечеството с всичките му радости, мъки, разочарования и триумфи на музикантите.

## В ролите
| Изпълнител        | Роля          |
| ----------------- | ------------- |
| Балдуин Баас      | Диригента     |
| Клара Колозимо    | Арфистка      |
| Роналдо Бонаки    | Фаготист      |
| Елизабет Лаби     | Пианистка     |
| Фердинандо Вилела | Виолончелист  |
| Джовани Явароне   | Тубист        |
| Давид Монсел      | Първа цигулка |
| Франческо Алуиджи | Втора цигулка |
| Анди Милър        | Обоист        |
| Сибил Мостерт     | Флейтистка    |
| Франко Мадзиери   | Тромпетист    |
| Даниеле Пагани    | Тромбонист    |